# Ernst Kunkel (Politiker, 1924)
Ernst Kunkel (* 26. November 1924 in Höchst am Main; † 7. März 1963 in Nieder-Saulheim) war ein deutscher Lehrer und Politiker (CDU).

## Leben
Nach dem Besuch der Volksschule und dem Abitur an der Oberrealschule in Mainz beantragte Kunkel am 30. April 1942 die Aufnahme in die NSDAP und wurde zum 1. September desselben Jahres aufgenommen (Mitgliedsnummer 9.184.309). Er wurde zum Militärdienst eingezogen und nahm von 1942 bis 1945 als Soldat am Zweiten Weltkrieg teil, zuletzt als Oberleutnant. Die Zentralspruchkammer Neustadt stellte das gegen ihn laufende Spruchkammerverfahren am 16. Mai 1946 ein, verhängte aber eine 2-jährige Vorrückungssperre.
Kunkel absolvierte ein Studium der Pädagogik und Psychologie an der Universität Mainz und der Pädagogischen Akademie Bad Neuenahr. 1947 bestand er die Erste Lehrerprüfung und 1949 beendete er das Studium mit dem Staatsexamen. Im Anschluss nahm er eine Tätigkeit als Lehrer auf.
Kunkel beteiligte sich in Alzey an den Gründungen des Kreisverbandes der CDU (1952) und des Kreisverbandes der Jungen Union (1953). 1954 wurde er zum Vorsitzenden der JU Alzey gewählt. Von 1958 bis 1963 fungierte er als Geschäftsführer des CDU-Bezirksverbandes Rheinhessen.
Kunkel war Gemeinderatsmitglied in Nieder-Saulheim und ab 1956 Kreistagsmitglied im Landkreis Alzey. Vom 3. Oktober 1957, als er über die Landesliste der CDU für den ausgeschiedenen Abgeordneten Josef Schlick nachrückte, bis zu seinem Tode war er Mitglied des Rheinland-Pfälzischen Landtages. Bei der Landtagswahl 1959 zog er über einen Listenplatz ins Parlament ein. Von 1957 bis 1959 war er Mitglied des Haushalts- und Finanzausschusses, des Kulturpolitischen Ausschusses und des Wein- und Weinwirtschaftsausschusses, von 1957 bis 1963 Mitglied des Petitionsausschusses. Da er kurz vor Ablauf der vierten Legislaturperiode starb, rückte für ihn kein Abgeordneter ins Parlament nach.